# 왕벚나무 (재배종)
왕벚나무는 장미과의 나무이다. 제주도 자생종인 제주 왕벚나무(濟州－, 학명: Prunus × nudiflora 프루누스 누디플로라[*], 영어: King cherry)와 교배종인 일본 왕벚나무(王－, 일본어: 染井吉野 소메이요시노[*], 학명: Prunus × yedoensis 프루누스 이에도엔시스[*])를 일컫는다.

## 분류학적 계통과 역사
한 때 제주벚나무(P. × nudiflora)는 일본 왕벚나무(P. × yedoensis)와 같은 종으로 여겨졌다.
1908년 서귀포에 살던 프랑스인 신부 타케가 한라산 자락에 있는 관음사 뒤 해발 600미터 지점에서 채집한 제주벚나무 표본을 당시 장미과의 권위자인 독일 베를린 대학 교수 쾨네가 왕벚나무(P. yedoensis)의 새로운 변종 var. nudiflora로 보고한 후, 일본에 자생지가 없는 왕벚나무의 기본종이 제주도 왕벚나무라는 주장이 일제강점기였던 1932년 일본의 생물학자 고이즈미에 의해 제기되었다. 식민 지배가 종료된 이후 왕벚나무가 일본 사회에서 지닌 상징성 등으로 인해 왕벚나무의 제주도 기원설을 주장하던 일본 학자들은 새로운 연구결과가 없음에도 잡종기원설로 돌아섰다. 이후 다케나카의 형태학적 분석 등이 새로운 연구 결과가 나오면서 일본 학계에서는 잡종기원설이 점차 주류로 자리잡았다. 한국 학계에서는 자생 제주벚나무가 새롭게 발견되고 벚꽃놀이가 확산되면서 재배종 왕벚나무의 제주도 기원설이 계속 유지되었는데, 재배종 왕벚나무 제주도 기원설이 일본 문화의 영향을 받은 벚꽃놀이를 정당화하는 역할을 하기도 했다.
후에 DNA 염기 서열 분석 등 분자계통학적 연구를 통해 다른 종일 수 있다는 결과가 나왔으나, 수목은 종의 변화가 빠른편이고 환경의 변화에도 달라지기 때문에 확실한 결과가 아니었다.
2016년 12월에 일본의 국립연구 개발 법인삼림 종합연구소와 오카야마 이과 대학이 형태나 유전 정보에 근거하는 최신 연구를 바탕으로 벚나무의 종간 잡종에 분류 체계를 재검토하고 새 학명을 정리해서 발표했다. 이 일본 연구 기관의 발표에 따르면 왕벚나무는 올벚나무과 오시마벚나무의 종간 잡종이다. 오시마벚나무가 이즈제도에 자생하는 일본 고유종이며 제주도에는 분포하지 않기 때문에 왕벚나무가 한국의 제주벚나무와 별개의 종이라는 내용이다.

## 같이 보기
- 벚꽃